# Seznam Čechoameričanů
Toto je seznam významných Čechoameričanů, tj. osob přímo českého původu, nebo těch, kteří mají české předky. 
Mnoho osob, uvedených v tomto seznamu, nemusejí být přímo etničtí Češi, ale narodili se na území Čech, Moravy či Slezska a mohou být česko-německého nebo česko-židovského původu.   

## Podnikatelé
- Ivana Trumpová, modelka a podnikatelka narozená ve Zlíně, bývalá manželka prezidenta Donalda Trumpa
- Charles Louis Fleischmann,[1] inovativní výrobce kvasinek a potravinářských výrobků pocházející z Moravy v 19. století; zakladatel Fleischmann Yeast Co.
- Wanda Jablonski, česká imigrantka, novinářka, která v roce 1961 založila časopis Petroleum Intelligence Weekly, který se stal známým jako „bible ropného průmyslu“, který vedla do roku 1988
- Travis Kalanick,[2][3] zakladatel Uberu
- Ray Kroc,[4] zakladatel McDonald's
- Jon Ledecky, podnikatel
- Sigmund Mandl, židovský přistěhovalec z Moravy, v roce 1924 založil Husky Wrench Company ve Wisconsinu
- Jiří Ryšavý, v USA též Jirka Rysavy (* 1954), bývalý československý atlet a americký podnikatel z Prahy (Gaia, Inc.)
- Donald Trump Jr., syn Donalda a Ivany, spoluzakladatel Trump Organization s Erikem
- Eric Trump, syn Donalda a Ivany, spoluzakladatel organizace Trump Organization s Donaldem Jr.
- Ivanka Trumpová, dcera Donalda a Ivany Trumpových
- Fred Figner, podnikatel ze židovské rodiny původem z Čech, průkopník v nahrávacím průmyslu, velkoobchodník s psacími stroji v Jižní Americe, spiritista a stoupenec filosofie Allana Kardece a filantrop[5]

## Spisovatelé
- Miles J. Breuer, vystudovaný lékař, spisovatel rané sci-fi
- Theodore Dreiser, měl matku z Moravy, významný americký spisovatel naturalismu
- James Thomas Flexner, český původ, jeden z nejvýznamnějších amerických dopisovatelů, autor známé čtyřsvazkové biografie George Washingtona
- Patricia Hamplová, spisovatelka
- Egon Hostovský, prozaik, redaktor a novinář, bratranec Stefana Zweiga
- Arnošt Lustig, významný spisovatel na téma holokaustu
- Heda Margoliová-Kovályová, spisovatelka a překladatelka, manželka R. Margolia, matka Ivana Margolia
- Frederic Prokosch, romanopisec a básník
- Charles Sealsfield (pseudonym Karla Antona Postla), autor romantických románů s americkým pozadím a cestopisů
- Clifford Donald Simak, americký spisovatel sci-fi
- Nicholas Sparks, mezinárodně nejprodávanější americký spisovatel a scenárista
- Joseph Wechsberg, spisovatel volnočasové literatury (časopis New Yorker)
- Franz Werfel, slavný romanopisec z Prahy, dramatik a básník, známý zejména pro svůj román Song of Bernadette.
- Joanie Holzer Schirm, spisovatelka, držitelka ceny Global Ebook Award, nejlepší biografie 2013, české příběhy z druhé světové války, otec byl česko-americký lékař

## Herci a divadelníci
- Jay Manuel, kreativní ředitel
- Karen Black,[6] herečka
- Adrien Brody, filmový herec. Jeho babička z matčiny strany byla českého židovského původu.
- Anna Chlumsky, herečka
- Frank Daniel, filmový producent, spisovatel, režisér a první děkan Amerického filmového institutu
- Don DeFore, herec
- Miloš Forman, filmový režisér
- Brendan Fraser,[7] herec
- Karl Freund, kameraman a režisér
- Bruce Glover, filmový herec (českého původu)
- Crispin Glover, filmový producent, spisovatel, režisér a herec, oba rodiče částečně českého původu
- Teri Hatcherová, herečka
- Fanny Janauschek, slavná herečka, která se proslavila ve velkých Shakespearovských a dalších slavných rolích
- Jim Jarmusch, nezávislý filmař
- Jauary Jonesová, herečka
- Ashton Kutcher, filmový herec českého původu z 5/8
- Cloris Leachman,[8] herečka
- Francis Lederer, narozen v Praze, herec, po zkušenostech na evropské filmové a divadelní scéně byl od roku 1933 vůdčí osobností Hollywoodu
- Karl Malden, česká matka, herec, jehož kariéra trvala déle než sedm desetiletí, hrál v klasických filmech, držitel získal Oscara za nejlepšího vedlejšího herce
- Donna Murphyová, herečka
- Eva Novaková, herečka němého filmu, po otci českého původu narozená v St. Louis. Hrála ve westernech po boku Toma Mixe
- Jane (Johana) Novaková, sestra Evy, herečka, vedoucí dáma k hvězdám jako WS Hart, Tom Mix, Harold Lloyd, Hobart Bosworth, WD Taylor, Charles Ray atd.
- Kim Novaková, filmová herečka
- Ivan Passer, filmový režisér
- Pavlína Pořízková, herečka a supermodelka (vystupovala v Sports Illustrated Swimsuit Edition)
- Antonio Sabato Jr., herec a model
- Walter Slezak, filmový herec
- Maelcum Soul, barmanka, modelka a herečka
- Sissy Spacek, herečka, její otec byl českého původu
- Rip Torn, filmový herec, bratranec Sissy Spacekové (matka českého původu)
- Jiří Voskovec, herec, spisovatel
- Tom Wopat, herec
- Blanche Yurková (původně Jurka), měla českého otce, americká herečka do konce 60. let 20. století. Kromě mnoha divadelních rolí byla také režisérkou a dramatičkou.
- William Zabka, herec, producent, scenárista
- Winter Ave Zoli, herečka a modelka

## Astronauti
- Eugene Cernan, česká matka, astronaut, poslední muž projektu Apolla, který nechal své stopy na Měsíci. Na oba lety Apollo s sebou vzal československou vlajku, kterou při své neoficiální a utajované návštěvě Československa v roce 1974 předal řediteli Astronomického ústavu v Ondřejově doc. Luboši Perekovi.
- Jim Lovell, astronaut; byl pilotem řídícího modulu Apolla 8, prvního letu člověka kolem Měsíce
- John Blaha

## Politici
- Madeleine Albrightová,[9] narozena v Praze, bývalá ministryně zahraničí USA.
- John J. Babka, americký zástupce Ohia
- Walter S. Baring Jr., zástupce Nevady
- Richard Bassett[10][11] potomek českého cestovatele Augustina Heřmana, signatář americké ústavy
- James Asheton Bayard (III),[12][13] potomek Augustina Heřmana, americký právník, který sloužil jako americký senátor z Delaware
- Richard Henry Bayard,[14][15] potomek Augustina Heřmana, americký právník, člen strany Whig, který působil jako první starosta Wilmingtonu, hlavní soudce Nejvyššího soudu v Delaware, a jako americký senátor z Delaware
- Thomas Francis Bayard starší,[16][17] potomek Augustina Heřmana, americký právník, který působil tři funkční období jako senátor USA od Delaware, a jako ministr zahraničí USA a velvyslanec USA ve Spojeném království
- Thomas F. Bayard Jr.,[18][19] potomek Augustina Heřmana, sloužil dva termíny jako americký senátor z Delaware
- Mark Begich, senátor z Aljašky v letech 2009 až 2015
- George H. Bender, senátor Spojených států
- Karl A. Brabenec,[20] oba rodiče narození v Československu, zástupce státu New York State Assemblyman
- Dan Benishek (* 1952), americký lékař, zástupce pro 1. kongresový okres v Michiganu
- Anton Cermak[21] byl starostou Chicaga v IL
- Roman Hruska[22][23] byl senátorem z Nebrasky
- Darrell Issa, americký zástupce pro 49. kongresový okres v Kalifornii
- John Kasich (narozen 1952),[24] bývalý zástupce Spojených států a 69. a současný guvernér Ohia
- Charles Jonas, guvernér Wisconsinu
- Otto Kerner ml., 33. guvernér Illinois
- John Forbes Kerry,[25][26][27][28] 68. státní tajemník Spojených států a prezidentský kandidát za Demokratickou stranu v prezidentských volbách v roce 2004
- August Klecka, redaktor Telegrafu a první Čechoameričan zvolený do městské rady Baltimoru (rodiče z Nehodova a Kvášňovic)
- Kris Kobach, státní tajemník Kansasu, sloužící od roku 2011
- Thomas F. Konop, americký zástupce Wisconsinu
- Joseph Lewi, lékař
- Andrej Lisanik, lídr americké Strany národní obrody[29]
- Joe Manchin,[30] senátor Spojených států ze Západní Virginie
- Anthony Michalek[31][32] byl členem amerického Sněmovny reprezentantů z Chicaga
- Robert J. Mrazek,[33] americký zástupce 3. čtvrti v New Yorku . (5. bratranec dvakrát odstraněn srpna Klecka)
- Edmund Jennings Randolph,[34][35] potomek Augustina Heřmana, americký právník, sedmý guvernér Virginie, druhý státní tajemník a první americký generální prokurátor
- Adolph J. Sabath[36][37] byl členem amerického Sněmovny reprezentantů z Chicaga v IL
- Steve Sisolak, guvernér Nevady
- Harold Edward Stassen[38][39][40][41] 25. guvernér Minnesoty od roku 1939 do roku 1943
- Karl Stefan, guvernér státu Nevada
- Judy Baar Topinková,  bývalá státní pokladnice státu Illinois, generální kontrolorka a předsedkyně republikánské strany
- Robert Vanasek,[42] minnesotský politik a bývalý člen a předseda sněmovny reprezentantů v Minnesotě
- Charles Vanik, americký zástupce z Ohia
- Scott Walker, guvernér Wisconsinu a kandidát na rok 2016 na prezidenta Spojených států
- Caspar Willard Weinberger[43] českého původu z otcovy strany, politik, viceprezident a generální rada společnosti Bechtel Corporation a ministr obrany za prezidenta Ronalda Reagana od 21. ledna 1981 do 23. listopadu 1987

## Humanitní a společenské vědy
- Francis Dvornik, rodák z Moravy, odborník na byzantské dějiny, slovanské dějiny a civilizaci
- Saul Friedländer, pražský rodák, oceněný historik, v současné době profesor historie na UCLA
- Aleš Hrdlička, zakladatel americké fyzické antropologie
- Benno Landsberger, jeden z nejvýznamnějších asyrologů z Moravy
- Renata Laxová, pediatrička původem z Brna
- Paul Felix Lazarsfeld, moravský rodový původ, zakladatel moderní empirické sociologie
- Emil Lederer, ekonom a sociolog
- Alexandre Kafka, ekonom, vysokoškolský pedagog a výkonný ředitel Mezinárodního měnového fondu
- Igor Lukeš, český historik od 70. let 20. století žijící v USA, český honorární konzul v Bostonu
- Richard Neustadt, českého původu, politolog na Harvardově univerzitě; první ředitel JF Kennedy Inst. politiky
- Beardsley Ruml, syn českého imigranta, ekonom, vymyslel plán výběru daně u zdroje pomocí systému odpočtu ze mzdy
- Joseph Alois Schumpeter, moravský rodák, významný ekonom na Harvardově univerzitě
- Jan Švejnar, významný pražský ekonom
- Frank William Taussig, český původ, ekonom a vychovatel, se zasloužil o vytvoření základů moderní teorie obchodu
- Vlasta Vraz, český rod, pracoval pro českou válečnou pomoc a další české příčiny v Praze a USA
- René Wellek, český otec, zakladatel literární kritiky a srovnávací literatury
- Max Wertheimer, český psycholog, který byl jedním ze zakladatelů gestaltské psychologie.

## Právníci
- Louis D. Brandeis, syn českého přistěhovalce, soudce Nejvyššího soudu USA
- Paul Freund, právník českého původu, profesor práva na Harvardově univerzitě, kapacita v oblasti veřejného práva u Nejvyššího soudu
- Hans Kelsen, pražský právník a právník; jeden z nejdůležitějších právních vědců 20. století
- John Roberts,[44] hlavní soudce Nejvyššího soudu USA

## Hudebníci
- Jan Balatka, dirigent, zakladatel hudební společnosti Milwaukee
- Exene Cervenka, zpěvák americké kapely X v Los Angeles
- Renee Flemingová, operní zpěvačka
- Katrina Leskanich, zpěvačka, autorka a bývalá hlavní zpěvačka britské pop rockové skupiny Katrina a Waves
- Rudolf Firkušný, klavírista
- Rudolf Friml, skladatel operet
- Jan Hammer, hudebník, skladatel filmové hudby, klávesista Mahavishnu Orchestra
- Karel Husa, hudební skladatel Pulitzerovy ceny
- Maria Jeritza (původ. Marie Jedličková), narozená Brno, Morava, slavná zpěvačka Metropolitní opery, známá pro svou roli jako Sieglinda, Alžběta, Santuzza, Fedora, Rosalinda, Carmen, Salome, Octavius, Tosca a Turandot.
- Tomas Kalnoky, pražský kytarista / zpěvák punkové skupiny New Jersey ska Streetlight Manifesto
- Jerome David Kern, český původ z matčiny strany (Fanny Kakeles), jeden z nejvýznamnějších amerických divadelních skladatelů počátku 20. století, napsal více než 700 písní
- Erich Wolfgang Korngold, hollywoodský skladatel narozený v Brně
- Irwin Kostal, hudební aranžér filmů a orchestrátor Broadwayových muzikálů
- Ivan Král, hudebník a režisér
- Bohumil Makovsky, lídr hudební skupiny
- Mark Matejka, kytarista Lynyrd Skynyrd
- Tim McGraw,[45] country zpěvák a skladatel
- Jason Mraz,[46] zpěvák-skladatel
- Stephanie Novacek, operní mezzosoprán českého původu
- Jarmila Novotná, operní zpěvačka
- Ric Ocasek, zpěvák (The Cars)
- Walter Parazaider, saxofon a dechové nástroje Chicago
- Rudolf Serkin, významný klavírista
- George Szell,[47] významný dirigent a skladatel Cleveland Orchestra
- Miroslav Vitouš, hudebník (basista s předpovědí počasí)
- Jaromír Weinberger, skladatel

## Média a publikování
- Jim Acosta, novinář CNN
- Meyer Berger, novinář a publicista Pulitzerovy ceny pro The New York Times.
- Mika Emilie Leonia Brzezinski, česká matka, novinářka televizních zpráv v MSNBC, hostitel hostitelského denního programu MSNBC Morning Joe
- Wanda Jablonski, česká imigrantka, novinářka, která v roce 1961 založila časopis „Petroleum Intelligence Weekly“, časopis, který se stal známým jako „bible ropného průmyslu“, a provozoval jej až do roku 1988
- Edward Rosewater, zakladatel deníku The Omaha Daily Bee, později největší a nejvlivnější noviny na středozápadě
- Mike Stoklasa, spoluzakladatel Red Letter Media a hlasatel mnoha videí o filmech. Jeho prarodiči byli Václav Stoklasa z Chotusic a Josefa Brčková z Jestřebic[48]
- Jim Svejda, hlasatel rozhlasu KUSC v Los Angeles, národní stanice klasické hudby
- Rosa Sonnescheinová,[49] narozena v Prostějově, zakladatelka a redaktorka časopisu The American Jewess – první anglický časopis zaměřený na americké židovské ženy
- Jeff Zeleny, novinář pro CNN a New York Times oceněný Pulitzerovou cenou, český původ z obou stran rodiny

## Lékaři
- Jan Klein, imunolog, nejlépe známý pro svou práci na hlavním histokompatibilním komplexu (MHC)
- Karl Koller, oftalmolog zrozený v Čechách, objevitel použití kokainu jako lokálního anestetika pro oční chirurgii
- Bohdan Pomahač, plastický chirurg, vedl tým, který provedl první transplantaci celého obličeje ve Spojených státech a třetí celkově na světě
- Peter Safar, rakouský lékař českého původu, který je oceněn průkopnickou kardiopulmonální resuscitací
- Helen B. Taussigová, vnučka českého přistěhovalce, lékařská výzkumnice na Johns Hopkins University, která upozornila lékaře na nebezpečí thalidomidu

## Vojáci
- Leopold Karpeles, seržant, držitel čestné medaile Kongresu za hrdinství v roce 1864 během americké občanské války
- William F. Lukes, člen amerického námořnictva, příjemce čestné medaile za své činy v korejské expedici z roku 1871
- Coral Wong Pietsch, měla českou matku a čínského otce, brigádní generál v záloze, první Američanka asijského původu, která dosáhla hodnosti brigádního generála v armádě Spojených států
- Apollo Soucek, viceadmirál amerického námořnictva, držitel absolutního výškového rekordu pro všechny kategorie letadel s klasickými motory
- Henry Svehla, měl českého otce, prezident Obama mu posmrtně udělil čestnou medaili za hrdinskou akci během korejské války

## Průkopníci a kolonisté
- Joachim Gans[50] z Prahy, hutník, člen prvního anglického kolonizačního úsilí v Americe (Roanoke, 1585)
- Augustin Heřman[51][52][53][54][55] jeden z prvních přistěhovalců z Čech, tvůrce první přesné mapy MD & Virginie
- Frederick Philipse[56][57][58] potomek české šlechtické rodiny, nejbohatší člověk v New Amsterdamu (New York)

## Náboženství
- Lewis Hodous,[59] americký misionář a sinolog
- Joseph Maria Koudelka,[60] druhý biskup diecéze superiorské
- John Neumann,[61] filadelfský biskup, první americký svatý
- David Nitschmann,[62] (1696–1772), první biskup obnovené Jednoty bratrské (Moravská církev)
- Isaac Mayer Wise,[63] rabín, zakladatel reformovaného judaismu v USA
- David Zeisberger,[64] slavný moravský misionář mezi indiány
- Patrick Zurek,[65] současný biskup Amarillo od svého jmenování Benediktem XVI. 3. ledna 2008

## Věda a technika
- Alfred Bader, syn českého přistěhovalce, zakladatel Aldrich Chemical Company, sběratel umění, filantrop
- Zdeněk P. Bažant, profesor stavebního a ekologického a strojního inženýrství a materiálových věd na Northwestern University. Je vnukem Zdeňka Bažanta bývalého rektora pražské ČVUT.
- Thomas Čech, český původ, laureát Nobelovy ceny za chemii
- Carl F. Cori, nositel Nobelovy ceny, narozený v Praze
- Gerty Coriová, nositelka Nobelovy ceny, narozená v Praze
- John C. Dvorak, český původ, publicista a publicista v oblasti technologie a výpočetní techniky
- Abraham Flexner, syn českého přistěhovalce, reformátor americké lékařské výchovy, zakladatel Institutu v Princetonu
- Simon Flexner, syn českého přistěhovalce, patologa, zakladatele a prvního ředitele Rockefellerova institutu (univerzity)
- Václav Hlavatý, česko-americký matematik, který vyřešil některé velmi obtížné rovnice vztahující se k Einsteinově sjednocené teorii pole
- Lilli Hornigová, česko-německá vědkyně židovského původu, pracovala na projektu Manhattan
- Aleš Hrdlička, fyzický antropolog poznámky; zakladatel a první kurátor fyzické antropologie amerického národního muzea
- Josef Allen Hynek, český původ, astronom, profesor a ufolog
- Karl Guthe Jansky, český původ, objevitel radioastronomie
- Frederick Jelinek, průkopník statistických metod ve výpočetní lingvistice.
- Gustav Lindenthal, významný brněnský stavební inženýr, který mimo jiné navrhl most Hell Gate (1917)
- Frank Malina, český rodič, letecký inženýr, který navrhl první americkou raketu, aby prolomila výšku 50 kilometrů, a stala se první znějící raketou, která dosáhla prostoru
- Mila Rechcigl, biochemik, který propagoval rané studie syntézy a degradace enzymů; jeden ze zakladatelů a dlouholetý předseda SVU
- Oldřich Vašíček, matematik, autor několika finančních modelů včetně Vasicekova modelu
- Paul Zamecnik, český původce, biochemik poznámky, který hrál ústřední roli v rané historii molekulární biologie.
- Charles Zeleny, česko-americký zoolog a profesor na University of Illinois, který významně přispěl k experimentální zoologii, zejména embryologii, regeneraci a genetice
- John Zeleny, fyzik

## Sportovci
- Patrick Kane, profesionální hokejista českého původu
- Hugo Bezděk, fotbalový, basketbalový a baseballový trenér, induktor na vysoké škole fotbalové síně slávy (1954)
- Alan Benes, bývalý nadhazovač Major League
- Andy Benes, bývalý nadhazovač Major League
- George Blanda, česká matka, bývalý fotbalista
- Jeremy Bleich, baseballový nadhazovač
- Nicole Bobeková, bývalá krasobruslařka
- Mike Cervenak, hráč Majro League
- Hunter Cervenka, hráč baseballu
- David Chodounsky, olympijský alpský lyžař
- Charles Dvořák
- Amy Fadhliová, fitness-modelka 1996 (česká matka a irácký otec)
- Jim Furyk, profesionální golfista
- George S. Halas, "Papa Bear", trenér Chicago Bears
- John Havlíček, český rodák, basketbalista
- Bobby Holík, hokejista, naturalizovaný americký občan
- Mike Holovak, hráč baseballu
- Jeff Hornáček, bývalý basketbalový hráč a basketbalový trenér NBA
- Al Hostak, šampion střední váhy v boxu
- Chris Kanyon, wrestlingový zápasník, vlastním jménoe Christopher Klucsarits
- Madison Kocianová, olympijská gymnastka
- Jessica Kordová, profesionální golfista
- Nelly Kordová, profesionální golfistka
- Sebastian Korda, tenista
- Austin Krajíček, tenista
- Robert Lang, hokejista
- Joseph Lapchick, basketbalový hráč a trenér Original Celtics, St. John's University a New York Knicks, člen basketbalové síně slávy
- Katie Ledecká, plavkyně, olympijská vítězka v roce 2012 na 800 m volným stylem[66]
- Al Leiter, bývalý nadhazovač Major League
- Mark Leiter, bývalý nadhazovač Major League
- Ivan Lendl, tenista
- Isabelle Lendl, amatérská golfistka, dcera Ivana Lendla
- Evan Frank Lysacek, krasobruslař; olympijský vítěz 2010 a světový šampion 2009
- Connor Michalek, fanoušek WWE řecko-českého původu
- Stanley Frank Musial, česká matka, hráč baseballu mezinárodní slávy
- Martina Navrátilová, tenistka z Prahy
- Joe Nemechek, řidič NASCAR, dědeček byl z Prahy
- John Nemechek, řidič NASCAR, bratr Joe Nemecheka
- John Hunter Nemechek, řidič NASCAR, syn Joe Nemechka
- Jay Novacek, fotbalista
- Logan Ondrusek, hráč baseballu
- Ken Patera, olympijský vzpěrač a profesionální zápasník
- John Pesek, profesionální zápasník, známý jako 'Nebraska Tiger Man', uveden do síně slávy (2005)
- Scott Podsednik, hráč baseballové Major League
- Nate Polak, fotbalista
- Jeff Rohlicek, hokejista
- Jack Root[67] z jihočeské Frahelže, americký boxer vůbec první mistr světa v lehké a později také v těžké váze
- Blake Schilb, basketbalový hráč českého národního týmu
- Frank Secory, hráč baseballu
- Joey Sindelar, profesionální golfista
- Scott Touzinsky, volejbalový hráč
- Mike Vrabel, fotbalista a trenér
- Karl Wallenda, zakladatel Flying Wallenda, s Ringling Brothers a Barnum & Bailey Circus
- Kim Zmeškalová, gymnastka, olympijská vítězka

## Vizuální umění
- Charles Demuth, moravského původu, významný malíř, měl značný vliv na americké umění – kubismus
- Harrison Fisher, českého původu, populární komerční umělec a ilustrátor obálky časopisu Cosmopolitan od počátku 20. let do roku 1934; známý jako 'Otec tisíce dívek'
- Wanda Gágová, významná ilustrátorka a autor českého původu, dcera Antonína Gága
- Leo Holub, fotograf
- Antonín Kratochvíl, americký fotoreportér narozený v Česku
- Jan Matulka, malíř
- Mario Korbel, sochař
- Emil Kosa Jr., malíř a tvůrce filmových efektů
- Emil Kosa Sr., malíř
- Albín Polášek, sochař
- Antonín Raymond, známý architekt, který prozkoumal tradiční japonské stavební techniky s nejnovějšími americkými stavebními inovacemi
- Rudolf Růžička, český rodák, dřevorytec, ilustrátor, typograf a knižní designér
- Fred Sersen, tvůrce filmových efektů a malíř
- Charles Sindelar, ilustrátor a malíř
- Petr Sís, spisovatel a ilustrátor dětských knih
- Paul Strand, českých rodičů přistěhovalců, jedné z nejdůležitějších osobností americké fotografie dvacátého století.
- Ladislav Sutnar byl považován za jednoho za průkopníka moderní grafiky
- William Pachner, malíř a ilustrátor

## Šachisté
- Lubomír Kavalek, šachový velmistr
- Wilhelm Steinitz, pražský šachista a první nesporný mistr světa v šachu v letech 1886 až 1894